# 환성 : 신들의 전쟁
《환성 : 신들의 전쟁》(중국어: 幻城, 병음: Huàn chéng 환청[*])은 2016년 방송되었던 중국의 드라마이다.

## 소개
- 전설 속 빙족과 화족의 백 년 대전 후 헤어지게 된 화설왕국 두 왕자의 이야기를 그린 판타지 드라마

## 등장 인물
- 펑사오펑 - 가색 역
- 빅토리아 - 이락 역
- 마톈위 - 앵공석 역
- 장멍 - 염달공주 역
- 김희선 - 연희마마 역
- 마디나 메메트 - 임상 역
- 소병 (邵兵) - 빙왕 역
- 정페이페이 - 봉천 역
- 후빙 - 화일 역
- 서아신 (书亚信) - 삭강 역
- 왕탁 (汪铎) - 황탁 역
- 록자정 (逯恣祯) - 월신 역
- 서가 (徐可) - 성구 역
- 서교 - 성궤 역
- 류동심 (刘冬沁) - 료천 역
- 장우검 - 편풍 역
- 리성 - 천영 역
- 진흔여 (陈欣予) - 조애 역